# Megaselia spiculata
Megaselia spiculata är en tvåvingeart som beskrevs av Borgmeier 1969. Megaselia spiculata ingår i släktet Megaselia och familjen puckelflugor. Inga underarter finns listade i Catalogue of Life.